# Banca (Pyrénées-Atlantiques)
Banca település Franciaországban, Pyrénées-Atlantiques megyében. Lakosainak száma 355 fő (2022. január 1.). Banca Anhaux, Aldudes, Lasse, Saint-Étienne-de-Baïgorry, Urepel, Baztan, Erro, Auritz-Burguete és Luzaide/Valcarlos községekkel határos.

## Népesség
A település népességének változása:
| Lakosok száma | 335  | 337  | 336  | 348  | 346  | 347  | 346  | 348  | 351  | 355  |
|               | 2010 | 2013 | 2015 | 2016 | 2017 | 2018 | 2019 | 2020 | 2021 | 2022 |